# Levi Bonatto
Levi Bonatto (ur. 5 grudnia 1957 w São José dos Pinhais) – brazylijski duchowny katolicki, biskup pomocniczy Goiânia od 2014.

## Życiorys
Święcenia kapłańskie przyjął 10 marca 1996 jako członek prałatury Opus Dei. Pracował jako kapelan ośrodków kultury w Campinas (1997-2001), São José dos Campos (2001-2006) oraz w Kurytybie (2006-2014).
8 października 2014 papież Franciszek mianował go biskupem pomocniczym archidiecezji Goiânia oraz biskupem tytularnym Accia. Sakry udzielił mu 14 grudnia 2014 arcybiskup Washington Cruz.